# 川島陽子
川島 陽子（かわしま ようこ、1978年12月27日 - ）は、近畿地方を拠点に活動している日本のタレント、女優。大阪府出身。血液型B型。

## 来歴
ビックワンウエストの所属タレントとして活動した後、舞夢プロ大阪本社に所属する。ビックワンウエスト在籍当時は、上新庄を本拠とする劇団・上新庄＠ほーむシネマのメンバーでもあった。
舞夢プロへの移籍後、京都府出身の男性と結婚。2012年8月4日に式を挙げたことを自身のブログで公表した。

## 人物
2021年時点で趣味にしている事はテニスと読書。過去には韓国語、スポーツ観戦、マラソン、ランニング、水泳、パン作りも趣味に挙げていた。特技はピアノとリフティング。
妹が1人いる。
所属事務所は異なるが同じ劇団で活動していた岡本端充（MC企画所属）とは仲が良く、2008年から2010年まで岡本とブログを共有・共用していた。

## 出演

### テレビドラマ
- 11通の…出せなかったラブレター 第5通「タクシーララバイ」（朝日放送、2005年） - 桜井涼子 役
- 夢縁坂骨董店 第1話（朝日放送、2005年） - 山本沙織 役
- ゆうれい事件簿（読売テレビ） - ユミ 役[8]

### テレビ番組
- MONOモノ倶楽部 マイカル頭脳パワー（読売テレビ）
- 堺日和（関西テレビ）
- FNNスーパーニュースアンカー（関西テレビ、2006年 - 2008年） - 木曜・金曜「スポらば」担当
- 住人十色〜家の数だけある 家族のカタチ〜（毎日放送、2008年）
- 月イチ☆きょうと府（KBS京都、2010年） - レギュラーアシスタント
- 岡山理科大学附属中学校（岡山放送、2010年）
- ここがBELISTA東淀川大桐！（J:COMチャンネル、2010年） - レギュラー
- 美的空間住まいるNavi（J:COMチャンネル、2010年 - 2011年） - レギュラー
- 美的空間マンションTV（J:COMチャンネル、2011年） - レギュラー
- 朝だ!生です旅サラダ（朝日放送、2011年 - 2012年） - 「海外マンスリー」担当・旅サラダガールズ メンバー[10]
- 瓶太のあなたの町におじゃまします！（ベイ・コミュニケーションズ、2012年）
- お住まい探検隊（ベイ・コミュニケーションズ、2013年 - 2018年）
- てっぺんとったるで!（KBS京都/びわ湖放送、2014年 - 2017年）
- 「美」ヘルスNavi（J:COMチャンネル、2015年）
- ほっとネットベイコム（ベイ・コミュニケーションズ、2015年）
- ビーバップ!ハイヒール（朝日放送、2018年） - 再現ドラマ出演

### ラジオ番組
- 楠淳生のABCフレッシュアップボックス（ABCラジオ、2009年） - アシスタント
- ABCフレッシュアップベースボール（ABCラジオ、2010年 - 2011年）

### ネット配信番組
- 梅田SWING（SORA×NIWA UMEDA、2012年 - 2014年） - 木曜パーソナリティ
- UMEHAN CIRCUS（SORA×NIWA UMEDA） - 火曜パーソナリティ

### CM
- サカイ引越センター（2006年 - 2007年）
- 阪急交通社「トラピックス」（2010年）
- 日東電工（2011年） - 関西テレビ『日東電工スポーツスペシャル 第30回大阪国際女子マラソン』で放送のCMナレーション担当[11]
- 小林製薬「ジャリピカ」（2011年）
- 小林製薬「塗るズッキノン」（2012年）
- タカラスタンダード「ホーローキッチン」（2012年 - 2013年）
- エコリング（2013年）
- マルカイコーポレーション「人参ジュース」インフォマーシャル（2015年）
- 天美卵 インフォマーシャル（2015年）
- 中野BC「南高梅」インフォマーシャル（2016年）
- シマヤ（2018年）
- ニプロ（2018年）
- 下村家具「赤や」（2018年）
- お茶の清香園 インフォマーシャル（2019年）

### 舞台
- 上新庄＠ほーむシネマ公演 vol.1「パートタイムゴースト」（2006年）
- 上新庄＠ほーむシネマ公演 vol.2「秋風のラジオ」（大阪府立青少年会館プラネットホール、2007年）
- おちあやこプロデュース公演「ライブ！ライブ！ライブ！」（世界館、2009年）
- 上新庄＠ほーむシネマ公演 vol.3「チーム・インカローズ」（世界館、2009年）